# Кримінальний кодекс (фільм, 1931)
«Кримінальний кодекс» (англ. Criminal Code) — американська кримінальна мелодрама режисера Говарда Гоукса 1931 року. За п'єсою Мартіна Флейвіна.

## Сюжет
Одного разу суддя Брейді посадив за ґрати на довгі десять років двадцятирічного Роберта Грехема, незважаючи на те, що вбивство він скоїв явно з самооборони.
Через декілька років Брейді стає наглядачем у в'язниці, де утримують Грехема і бачить, що той скоро дійде до точки. Вирішивши дати йому шанс, він пропонує стати його камердинером — і Роберт приймає запрошення, незабаром завойовуючи довіру як наглядача, так і його чарівної дочки. Але одного разу на очах Роберта його співкамерник вбиває іншого ув'язненого і виходить сухим з води. Так що тепер йому доводиться розриватися між тюремним кодексом честі у вигляді поваги до свого друга і вірністю наглядачеві, який поклявся у що б то не стало розшукати вбивцю.

## У ролях
- Волтер Г'юстон — Марк Брейді
- Філліпс Голмс — Роберт Грехем
- Констанс Каммінгс — Мері Брейді
- Борис Карлофф — Нед Галловей
- Девітт Дженнінгс — капітан Глісон
- Мері Доран — Гертруда Вільямс
- Етель Вельс — Кеті Райан
- Кларк Маршалл — Ранч
- Артур Гойт — Леонард Неттлфорд
- Джон Ст. Поліс — доктор Ріневулф
- Пол Порказі — Тоні Спелвін
- Отто Гоффман — Джим Фалес
- Джон Шиєн — «Мак» МакМанус